# Гаєв (Ленчицький повіт)
Гаєв (пол. Gajew) — село в Польщі, у гміні Вітоня Ленчицького повіту Лодзинського воєводства.
Населення — 106 осіб (2011).
У 1975-1998 роках село належало до Плоцького воєводства.

## Демографія
Демографічна структура станом на 31 березня 2011 року:
|          | Загалом | Допрацездатний вік | Працездатний вік | Постпрацездатний вік |
| -------- | ------- | ------------------ | ---------------- | -------------------- |
| Чоловіки | 57      | 7                  | 44               | 6                    |
| Жінки    | 49      | 7                  | 29               | 13                   |
| Разом    | 106     | 14                 | 73               | 19                   |